# Rokytnice v Orlických horách (nádraží)
Rokytnice v Orlických horách je dopravna D3 v jižní části města Rokytnice v Orlických horách v okrese Rychnov nad Kněžnou v Královéhradeckém kraji nedaleko řeky Rokytenka. Leží na neelektrifikované jednokolejné trati Doudleby nad Orlicí – Rokytnice v Orlických horách.

## Historie

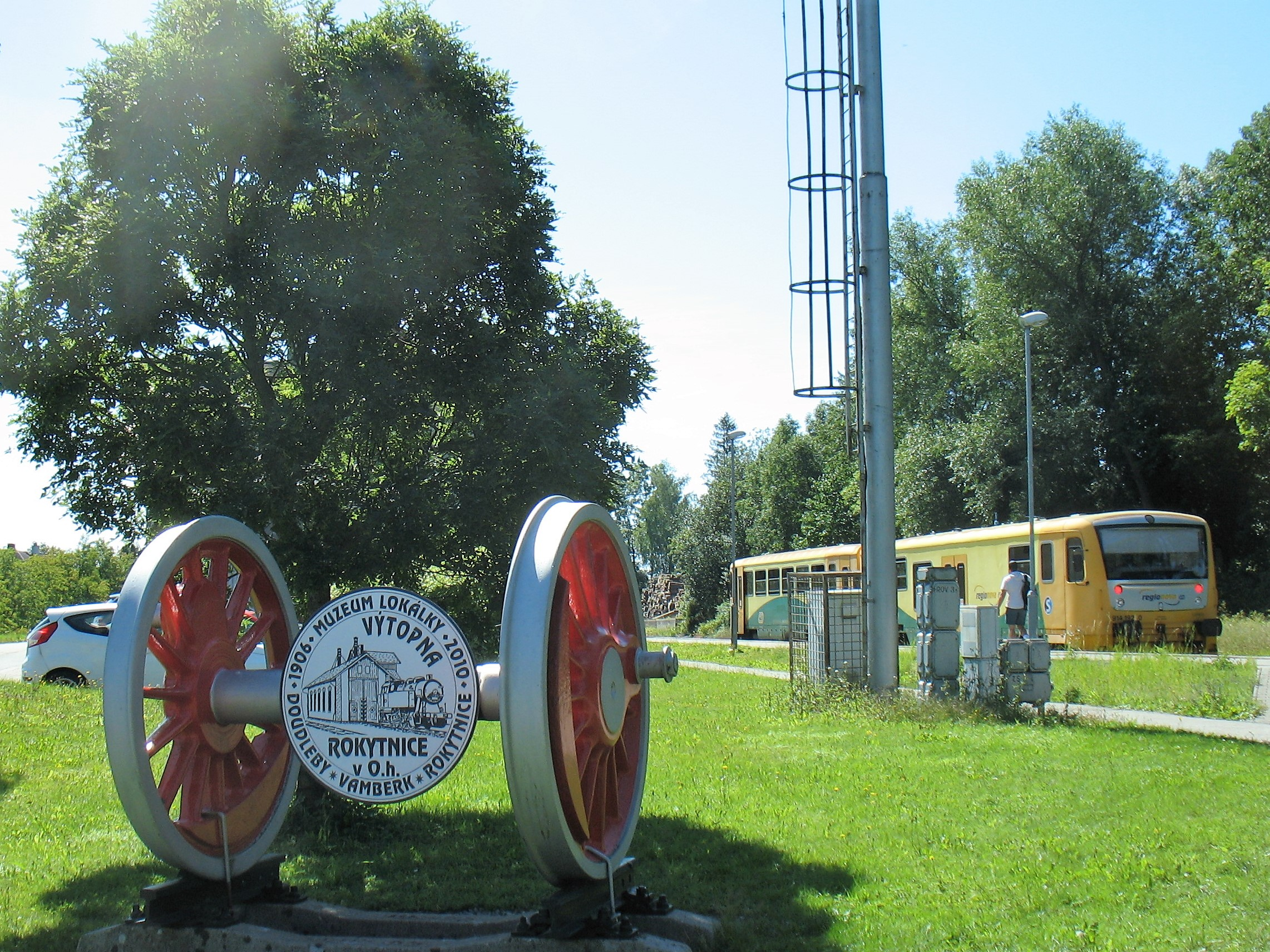
Před odjezdem vlaku do Doudleb nad Orlicí

Dne 15. října 1906 otevřela společnost Místní dráha Doudleby-Vamberk-Rokytnice trať z Doudleb nad Orlicí, kudy od roku 1874 procházela trať společnosti Rakouská severozápadní dráha (ÖNWB) z Hradce Králové do Lichkova na hranici s Pruskem. Nově postavené nádraží zde vzniklo jako koncová stanice, dle typizovaného stavebního vzoru.
Provoz na trati zajišťovaly od zahájení Císařsko-královské státní dráhy (kkStB), po roce 1918 Československé státní dráhy (ČSD), místní dráha byla zestátněna roku 1925.
V areálu nádraží je zřízeno Železniční muzeum Rokytnice v Orlických horách.

## Popis
Nachází se zde jedno nekryté vnější jednostranné nástupiště.